# Titularbistum Trevico
Trevico ist ein Titularbistum der römisch-katholischen Kirche.
Es geht zurück auf einen untergegangenen Bischofssitz in der gleichnamigen Stadt, die in Kampanien liegt, und war dem Erzbistum Benevent als Suffragandiözese zugeordnet. Trevico wird unter Papst Stephan IX. unter den Besitzungen von Benevent genannt, der Zeitpunkt der Bistumsgründung ist jedoch unbekannt. Die ersten namentlich bekannten Bischöfe sind im 12. Jahrhundert belegt. 1818 wurde das Bistum Trevico mit dem Bistum Lacedonia vereinigt, das dem Erzbistum Conza unterstellt war. 1968 wurde es als Titularbistum wiederbelebt.
| Titularbischöfe von Trevico |                              |                                      |                 |                    |
| Nr.                         | Name                         | Amt                                  | von             | bis                |
| 1                           | Edmund Ilcewicz              | Weihbischof in Lublin (Polen)        | 14. April 1969  | 12. September 1981 |
| 2                           | Johannes Antonius de Kok OFM | Weihbischof in Utrecht (Niederlande) | 15. Januar 1982 |                    |